# Tage Thott (landshövding)
Tage Thott, född den 20 oktober 1739 på Skabersjö, död den 7 mars 1824 i Malmö, var en svensk militär och ämbetsman. Han var son till Otto Tott, gift med Ulrika Christina Barnekow (1736–1824) samt far till Otto och Christian Thott.

## Biografi
Tage Thott blev student vid Lunds universitet 1748 och avlade juris examen där 1756. Han ingick 1757 vid kavalleriet som sergeant vid Kronprinsens regemente fick sedan han deltagit i Pommerska kriget en snabb befordran, blev 1763 löjtnant, 1769 major och 1772 överstelöjtnant. Åren 1774–1775 var han vice landshövding och 1776–1794 landshövding i Malmöhus län. Efter sitt avsked levde han på fideikommisset Skabersjö. Thott, som var en av Skånes största jordägare, skall i sin ungdom ha levt ett utsvävande liv som gjort honom omöjlig för den parlamentariska banan, vilken han under frihetstiden försökte beträda. Genom att ha visat lojalitet med kungen vid Statskuppen 1772 och genom inflytelserika kontakter vann han Gustav III:s gunst och därigenom landhövdingeämbetet i Malmöhus län. Han blev 1778 friherre, med namnet Thott (han skrev sig förut Tott), 1807 greve och 1816 en av rikets herrar. År 1776 blev han ledamot och 1779 ordförande i Fysiografiska sällskapet i Lund.

## Utmärkelser
- Kommendör av Vasaorden,  28 maj 1801
- Kommendör med stora korset av Vasaorden,  9 juli 1814
- Riddare av Carl XIII:s orden,  28 januari 1815
- En av rikets herrar,  7 oktober 1816
- Riddare av Svärdsorden

[Redigera Wikidata]